# Лиссабонский собор
Лиссабонский собор (порт. Sé de Lisboa) — кафедральный собор Лиссабонского патриархата.
Считается, что ранее на месте современного собора стоял римский храм, в IV-V вв. превращённый Вестготами в христианскую церковь. После завоевания арабами Пиренейского полуострова, хотя христианам и позволялось жить в Лиссабоне, церковь была разрушена, а на её месте построена мечеть. После осады 1147 года город был освобождён христианами, мечеть была разрушена, а на её месте стал возводиться новый собор, здание которого было построено уже в 1150 году. Лиссабонское землетрясение 1755 года серьёзно повредило собор, но он был отреставрирован. До этого в городе произошло несколько землетрясений, но ущерб был незначителен. После этого в собор были внесены элементы барокко, рококо и неоклассицизма. Однако в XX веке некоторые неоклассические элементы были переделаны в готическом стиле.

## История

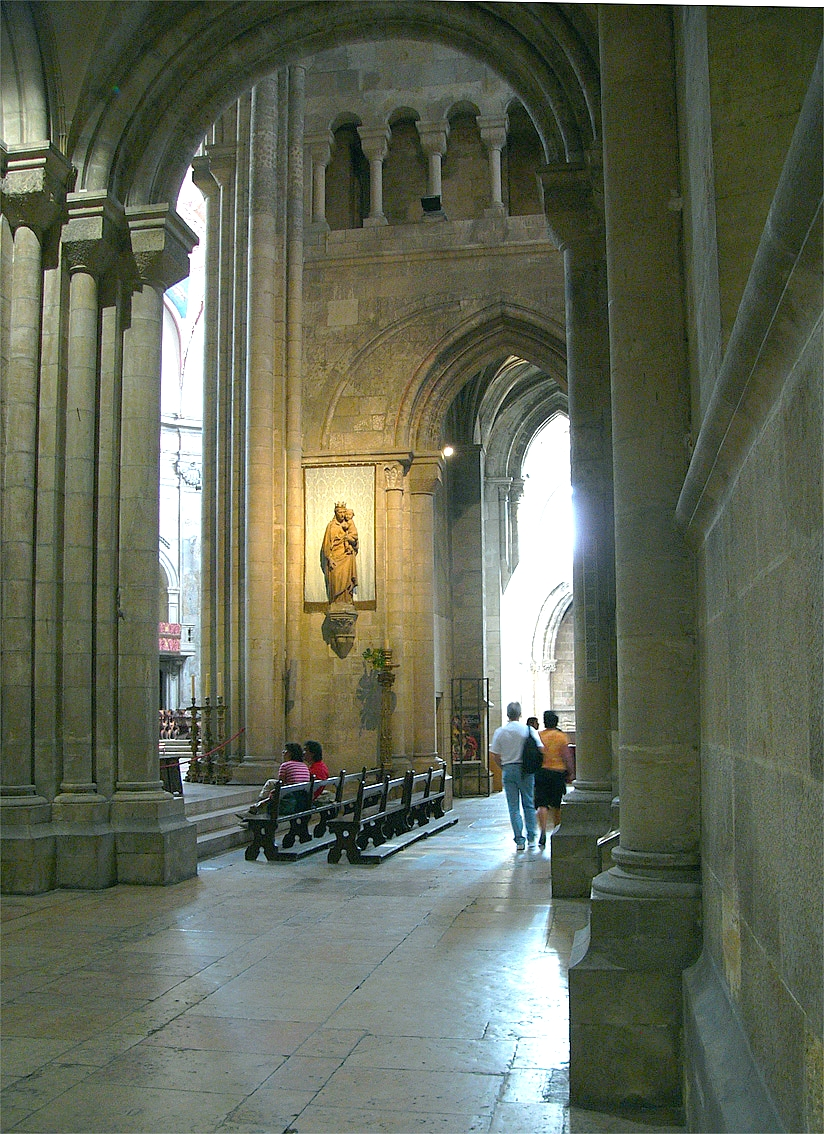
Вид на романский боковой проход Лиссабонского собора

Лиссабон являлся епископатом с IV века нашей эры (см. Лиссабонский Патриарх). После периода вестготского господства город был завоеван маврами и оставался под арабским контролем с VIII по XII век, хотя христианам было дозволено жить в Лиссабоне и его окрестностях. В 1147 году город был отвоеван армией, состоящей из португальских солдат во главе с королем Афонсу Великим, и североевропейскими крестоносцами, принимавшими участие во втором крестовом походе. В качестве епископа был поставлен английский крестоносец по имени Гилберт из Гастингса, а на месте главной мечети Лиссабона был построен новый собор.
Это первое здание было завершено между 1147 и первыми десятилетиями XIII века в позднероманском стиле. В то время мощи святого Винсента из Сарагосы, покровителя Лиссабона, были привезены в собор из Южной Португалии. В конце XIII века король Диниш I пристроил готический монастырь, а его преемник Афонсу IV превратил главную часовню в выполненный в готическом стиле королевский пантеон для себя и своей семьи. В 1498 году королева Леонора Ависская в одной из часовен монастыря собора основала братство, которое впоследствии превратилось в католическую благотворительную организацию Santa Casa da Misericyrdia de Lisboa, которая позже распространилась на другие города и сыграла важную роль в истории Португалии и в её колониях.
Землетрясение 1755 года разрушило главную часовню вместе с королевским пантеоном. Монастырь и многие капеллы также были разрушены землетрясением и пожаром. Собор был частично перестроен, а в начале XX века после глубокой реконструкции он получил сегодняшний вид. В последние годы в клуатре монастыря были проведены археологические раскопки, которые обнажили постройки древнеримского, арабского и средневекового периодов.

#### Дефенестрация епископа
Во время периода междуцарствия 1383—1385 гг. население обвинило епископа Дома Мартиньо Аннес в заговоре с кастильцами, и горожане выбросили его из окна северной башни.

## Архитектура

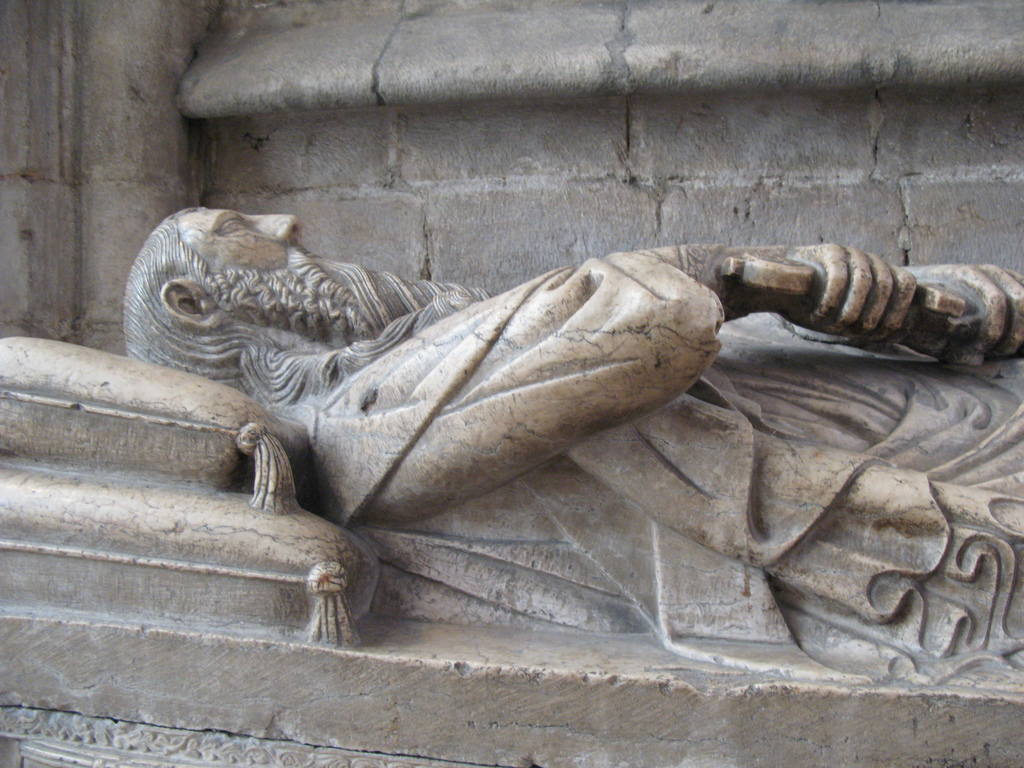
Готическая гробница рыцаря Лопо Фернандеса Пачеко, 7-го лорда Феррейра де Авес, в амбулатории Лиссабонского собора

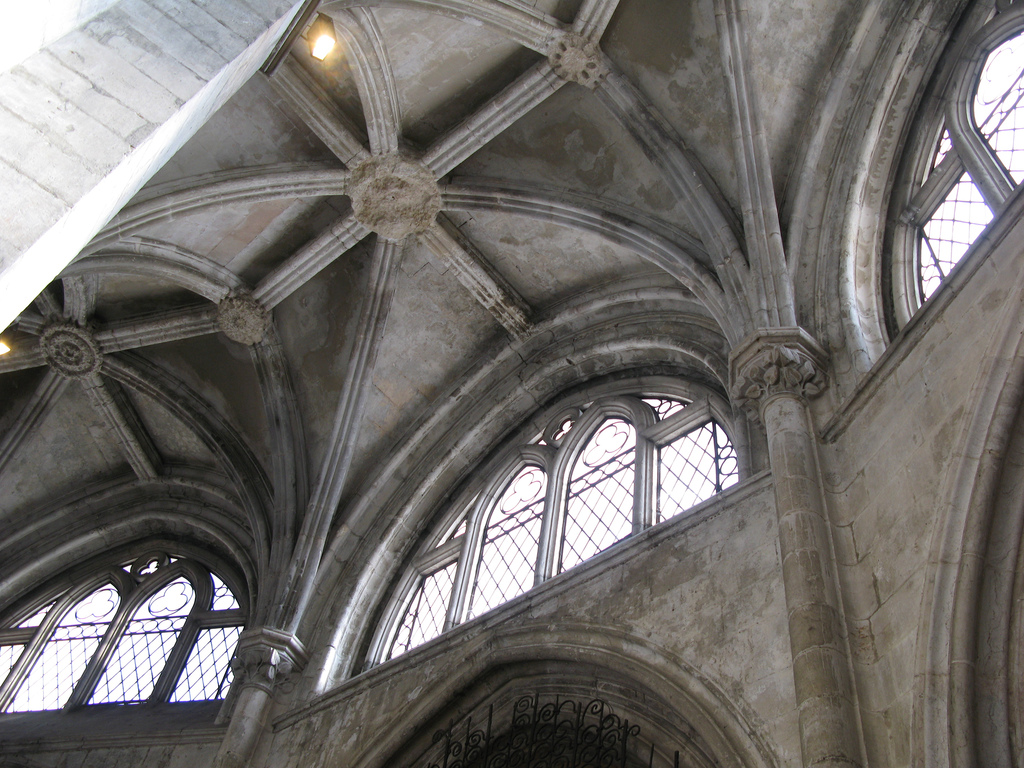
Готический свод окон амбулатории и верхнего ряда

Лиссабонский собор — здание в плане латинского креста с тремя нефами, трансептом и главной часовней, окруженной деамбулаторием. Собор соединён с монастырем на своей восточной стороне. Главный фасад собора выглядит как крепость, с двумя башнями, примыкающими к входу, и зубцами над стенами. Этот угрожающий вид, также замеченный в других португальских соборах того времени, является отголоском периода Реконкисты, когда собор можно было использовать в качестве базы для нападения на врага во время осады.

### Романский период
От первого периода своего существования (середина XII — первая четверть XIII века) собор сохранил западный фасад с розеточным окном (воссозданным из фрагментов в XX веке), главный портал, северный боковой портал и центральный неф. В порталах расположены скульптурные капители романского мотива. Неф покрыт цилиндрическим сводом и имеет верхнюю арочную галерею (трифорий). Свет проникает сквозь розеточные окна западного фасада и трансепта, через узкие окна боковых проходов нефа, а также через окна башни фонаря трансепта. Общий план собора очень похож на общий план Старого собора Коимбры, который относится к тому же периоду. В одной из часовен амбулатория находятся романские железные врата.

### Готический период
В конце XIII века король Диниш приказал построить клуатр в готическом стиле, который впоследствии серьёзно пострадал от землетрясения 1755 года. У входа в собор богатый торговец Бартоломеу-Жоанес построил в начале XIV века погребальную часовню; могила с его останками всё ещё находится внутри. Несколько позже, при короле Афонсу IV была построена романская апсида, замененная готической главной часовней, окруженной амбулаторием с радиально расположенными капеллами. Король и его семья были похоронены в главной часовне, но их могилы и сама часовня были уничтожены в результате землетрясения 1755 года. Амбулаторий сохранился и является значительным примером португальской готики. Второй этаж амбулатория покрыт нервюрным сводом и имеет серию окон (клеристорий), которые освещают интерьер обильным светом.
В амбулатории находятся три выдающиеся готические гробницы середины XIV века. Одна гробница принадлежит Лопо Фернандесу Пачеко, 7-му лорду Феррейра де Аве, дворянину на службе короля Афонсу IV. Он изображен лежащим с мечом в руках и охраняемым собакой. Его жена, Мария де Вилалобос, изваяна над своей могилой читающей «Книгу часов». Третья гробница принадлежит неопознанной принцессе. Все гробницы украшены гербами.

### Современный период
В XVII веке в стиле барокко была построена нарядная ризница, а после 1755 года главная часовня была перестроена в неоклассическом стиле и стиле рококо (включая гробницы короля Афонсу IV и его семьи). Мачадо де Кастро, главный скульптор Португалии конца XVIII века, был автором великолепных ясель в готической часовне Бартомолеу-Жоанеса. В начале XX века экстерьер и интерьер были очищены от неоклассических наслоений, чтобы придать собору более «средневековый» вид.